# Igreja de Santa Maria em Campitelli
Santa Maria in Campitelli ou Igreja de Santa Maria em Campitelli, conhecida também como Santa Maria in Portico ou Igreja de Santa Maria no Pórtico, é uma igreja dedicada à Virgem Maria na Piazza di Campitelli no rione Sant'Angelo, em Roma, Itália.
A igreja abriga um ícone de 25 cm de altura da Virgem Maria datada, pelo estilo e pela dendrocronologia, ao século XI, embora já se tenha alegado antes, pela tradição, que ele teria aparecido milagrosamente, em 524, na mesa de Gala, uma romana que ajudava os pobres, e depois levado em procissões desde 590. Ele ficava antes no demolido Oratório de Santa Gala, situado na outra extremidade da praça, perto do Pórtico de Otávia (daí o nome do ícone, "Madonna del Portico").
Acredita-se que ícone tenha salvado a cidade da peste em 1656 (ou 1658), quando ele foi levado em procissão pelas ruas. Por conta disto, a igreja anterior no local foi substituída, pelo papa Alexandre VII entre 1659 e 1667, pela atual, projetada por Carlo Rainaldi em estilo alto barroco. O papa encarregou sua operação aos Clérigos Regulares da Mãe de Deus.
A igreja atual tem uma fachada de travertino com grandes colunas à frente (mas não ligadas a ela), o que lhe confere fortes linhas verticais. O projeto original incluía estátuas que jamais foram executadas.
O cardeal-diácono da diaconia de Santa Maria em Portico Campitelli é, desde 2006, Andrea Cordero Lanza di Montezemolo, cardeal-arcipreste emérito da Basílica de São Paulo Extramuros.

## Interior
O interior da igreja foi projetado para abrigar o ícone na mesma época (um projeto do artista maltês Melchiorre Caffà ou de Giovanni Antonio de Rossi), com uma "glória" (uma artifício arquitetural no uso da luz para aumentar o efeito dramático, como acontece na estátua de São Pedro de Bernini em 1666). Há uma escadaria atrás da "glória" que permite uma visão melhor do ícone, mas que é aberta apenas em situações especiais.
A primeira capela À direita tem um "São Miguel", de Sebastiano Conca. Na segunda está "Santa Ana, São José e Maria", de Luca Giordano. Os anjos são de Michel Maille, Francesco Cavallini e Francesco Baratta. à direita do cruzeiro está o monumento funerário do cardeal Bartolomeo Pacca (m. 1863), de Ferdinando Pettrich. O altar-mor (1667), projetado por Rainaldi e completado por Antonio De Rossi, Ferrata e Giovanni Paolo Schor guarda a imagem de Nossa Senhora mencionada acima. Na terceira capela à esquerda, está uma "Conversão de São Paulo", de Ludovico Gimignani. Na primeira capela da esquerda, está "A Sagrada Família e a Beata Ludovica Albertoni", de Lorenzo Ottoni. À esquerda está a Capela de São João Batista, que abriga o monumento funerário do cardeal Paluzzo Paluzzi Altieri degli Albertoni, de Giuseppe Mazzuoli.
Nas capelas laterais estão ainda obras de Il Baciccia e, na frente da igreja, está uma fonte de Giacomo della Porta.
Desde a época de James Francis Edward Stuart, a igreja tem sido um centro de devoção pela conversão da Inglaterra (de volta ao catolicismo).

## Galeria

Imagens da igreja
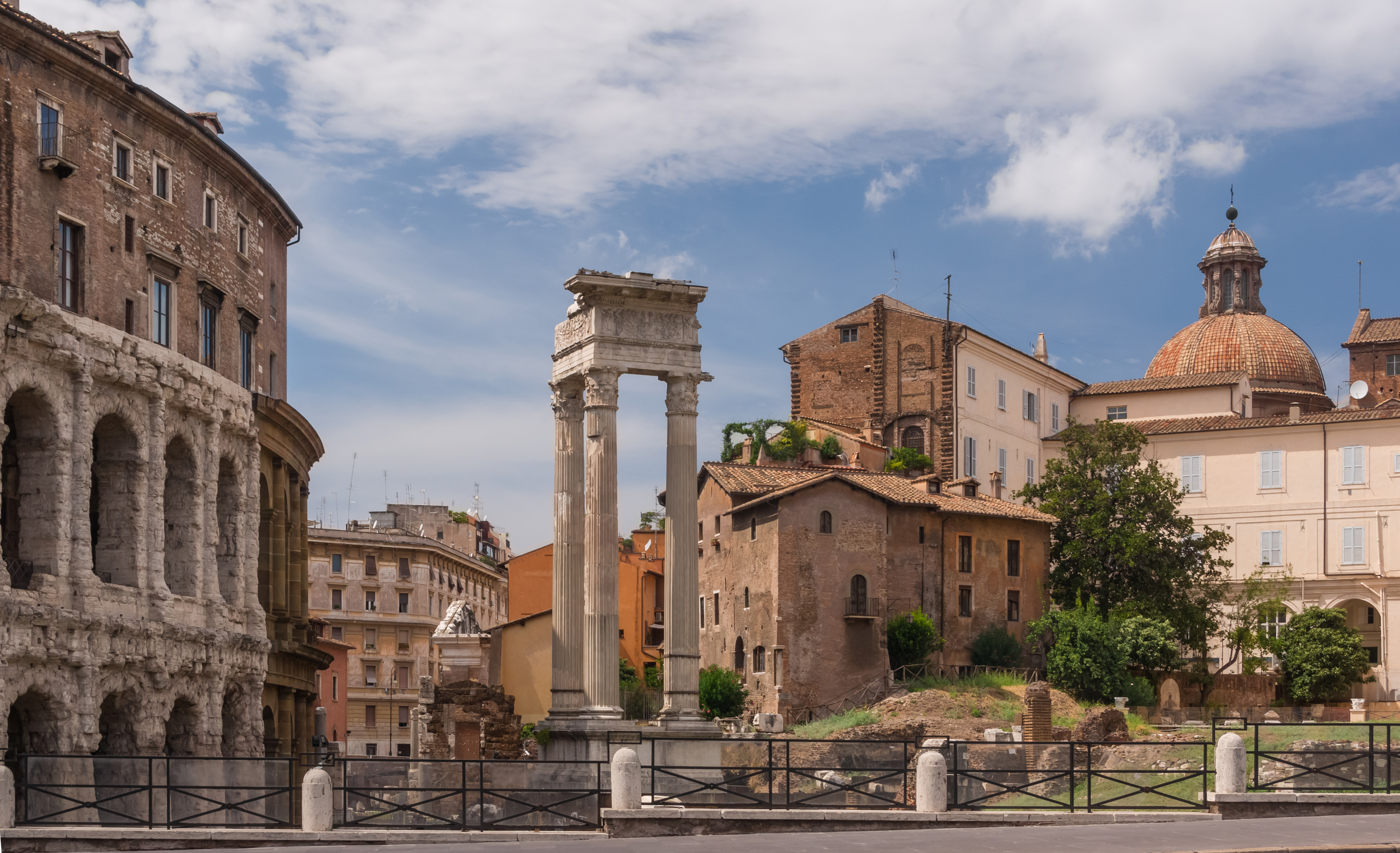
Vista da cúpula no alto à direita. Da esquerda para a direita, o Teatro de Marcelo e o Templo de Apolo Sosiano.
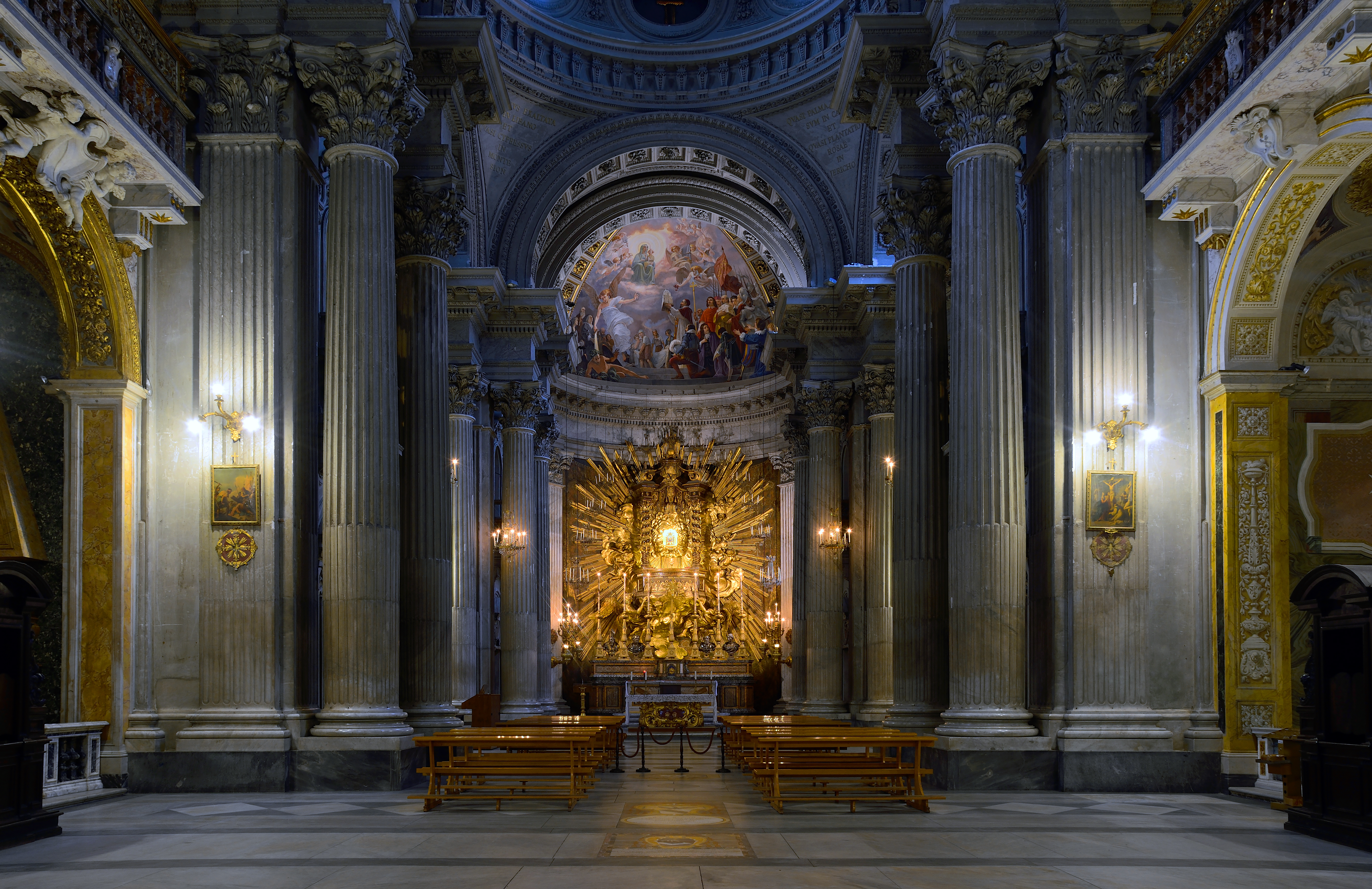
Vista geral do interior
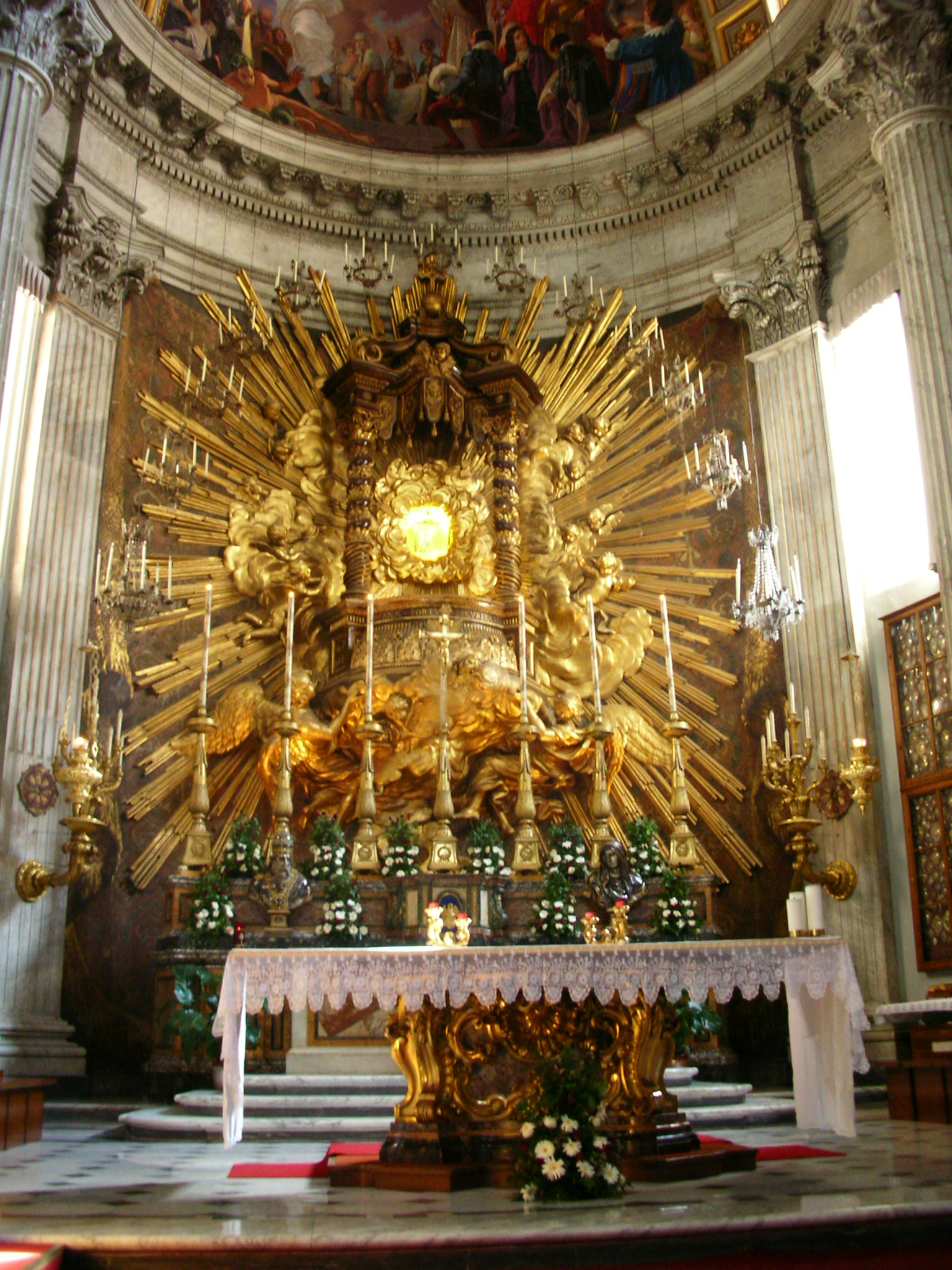
Altar-mor
Decoração do teto